# 国際連合安全保障理事会決議124
国際連合安全保障理事会決議124（こくさいれんごうあんぜんほしょうりじかいけつぎ124、英: United Nations Security Council Resolution 124, UNSCR124）は、1957年3月7日に国際連合安全保障理事会で採択された決議。国連加盟国へのガーナの申請を検討した上で、理事会は全会一致でガーナの承認を総会に勧告した。